# 蒙铁英
蒙铁英（1971年—），广西忻城人，壮族，中华人民共和国政治人物、第十一届全国人民代表大会广西地区代表。
毕业于广西大学土壤与农业化学专业。担任广西忻城县土肥站副站长。2008年起担任全国人大代表。